# Liste der Bodendenkmäler in Wiesentheid
Auf dieser Seite sind die Bodendenkmäler in dem unterfränkischen Markt Wiesentheid zusammengestellt. Diese Tabelle ist eine Teilliste der Liste der Bodendenkmäler in Bayern. Grundlage ist die Bayerische Denkmalliste, die auf Basis des Bayerischen Denkmalschutzgesetzes vom 1. Oktober 1973 erstmals erstellt wurde und seither durch das Bayerische Landesamt für Denkmalpflege geführt wird. Die folgenden Angaben ersetzen nicht die rechtsverbindliche Auskunft der Denkmalschutzbehörde.

## Bodendenkmäler in Wiesentheid

### Bodendenkmäler in der Gemarkung Feuerbach
| Lage                 | Objekt | Akten-Nr.     | Bild |
| -------------------- | --- | ------------- | ---- |
| Feuerbach (Standort) | Archäologische Befunde der frühen Neuzeit im Bereich der Evangelisch-Lutherischen Pfarrkirche von Feuerbach. Siehe auch: Evangelische Kirche (Feuerbach) | D-6-6227-0180 |      |
| Feuerbach (Standort) | Siedlung der späten Urnenfelderzeit und der älteren Hallstattzeit.                                                                                       | D-6-6227-0193 |      |

### Bodendenkmäler in der Gemarkung Kleinlangheim
| Lage                     | Objekt                                                                                  | Akten-Nr.     | Bild |
| ------------------------ | --------------------------------------------------------------------------------------- | ------------- | ---- |
| Kleinlangheim (Standort) | Bestattungsplatz mit Grabhügeln mit Funden der Hallstattzeit und der frühen Latènezeit. | D-6-6227-0058 |      |

### Bodendenkmäler in der Gemarkung Laub
| Lage            | Objekt                                               | Akten-Nr.     | Bild |
| --------------- | ---------------------------------------------------- | ------------- | ---- |
| Laub (Standort) | Siedlung der Bronzezeit und der jüngeren Latènezeit. | D-6-6127-0051 |      |

### Bodendenkmäler in der Gemarkung Reupelsdorf
| Lage                               | Objekt | Akten-Nr.     | Bild |
| ---------------------------------- | --- | ------------- | ---- |
| Reupelsdorf (Standort)             | Mittelalterlicher Burgstall. Siehe auch: Burgstall Reupelsdorf | D-6-6127-0121 |      |
| Reupelsdorf (Standort)             | Siedlung des frühen Mittelalters. | D-6-6127-0122 |      |
| Reupelsdorf (Standort)             | Siedlung der Urnenfelderzeit und der jüngeren Latènezeit sowie ein Depotfund der späten Urnenfelderzeit.                                                                      | D-6-6127-0123 |      |
| Reupelsdorf (Standort)             | Siedlung der frühen Bronzezeit. | D-6-6127-0125 |      |
| Reupelsdorf (Standort)             | Bestattungsplatz mit Grabhügeln vorgeschichtlicher Zeitstellung. | D-6-6127-0127 |      |
| Reupelsdorf (Standort)             | Bestattungsplatz mit Grabhügeln vorgeschichtlicher Zeitstellung. | D-6-6127-0128 |      |
| Reupelsdorf (Standort)             | Siedlung vor- und frühgeschichtlicher Zeitstellung. | D-6-6127-0142 |      |
| Reupelsdorf (Standort)             | Archäologische Befunde des Mittelalters und der frühen Neuzeit im Bereich der Katholischen Pfarrkirche St. Sebastian von Reupelsdorf. Siehe auch: St. Sebastian (Reupelsdorf) | D-6-6127-0268 |      |
| Reupelsdorf (Standort)             | Bestattungsplatz mit Grabhügeln vorgeschichtlicher Zeitstellung. | D-6-6127-0287 |      |
| Reupelsdorf Wiesentheid (Standort) | Bestattungsplatz mit Grabhügel vorgeschichtlicher Zeitstellung. | D-6-6127-0290 |      |

### Bodendenkmäler in der Gemarkung Untersambach
| Lage                    | Objekt | Akten-Nr.     | Bild |
| ----------------------- | --- | ------------- | ---- |
| Untersambach (Standort) | Archäologische Befunde der frühen Neuzeit im Bereich der Katholischen Kirche St. Barbara von Untersambach. Siehe auch: St. Barbara (Untersambach) | D-6-6228-0058 |      |

### Bodendenkmäler in der Gemarkung Wiesentheid
| Lage                   | Objekt | Akten-Nr.     | Bild |
| ---------------------- | --- | ------------- | ---- |
| Wiesentheid (Standort) | Bestattungsplatz mit Grabhügel vorgeschichtlicher Zeitstellung. | D-6-6127-0120 |      |
| Wiesentheid (Standort) | Siedlung vor- und frühgeschichtlicher Zeitstellung. | D-6-6128-0040 |      |
| Wiesentheid (Standort) | Archäologische Befunde des Mittelalters und der frühen Neuzeit im Bereich der Katholischen Pfarrkirche St. Mauritius von Wiesentheid mit Vorgängerbauten. Siehe auch: St. Mauritius (Wiesentheid)       | D-6-6228-0054 |      |
| Wiesentheid (Standort) | Archäologische Befunde des Mittelalters und der frühen Neuzeit im Bereich der Schlossanlage in Wiesentheid mit Vorgängerbauten und Parkanlage. Siehe auch: Schloss Wiesentheid, Schlosspark Wiesentheid | D-6-6228-0055 |      |
| Wiesentheid (Standort) | Archäologische Befunde des Mittelalters und der frühen Neuzeit im Bereich der Kreuzkapelle in Wiesentheid mit Körpergräbern. Siehe auch: Jakobskapelle (Wiesentheid)                                    | D-6-6228-0056 |      |